# 申肯贝格
申肯贝格（德語：Schenkenberg）是德国勃兰登堡州的一个市镇，隶属于乌克马克县。总面积为30.16平方千米，截至2020年总人口为620人。